# Rosenkranzbasilika (Guatemala-Stadt)

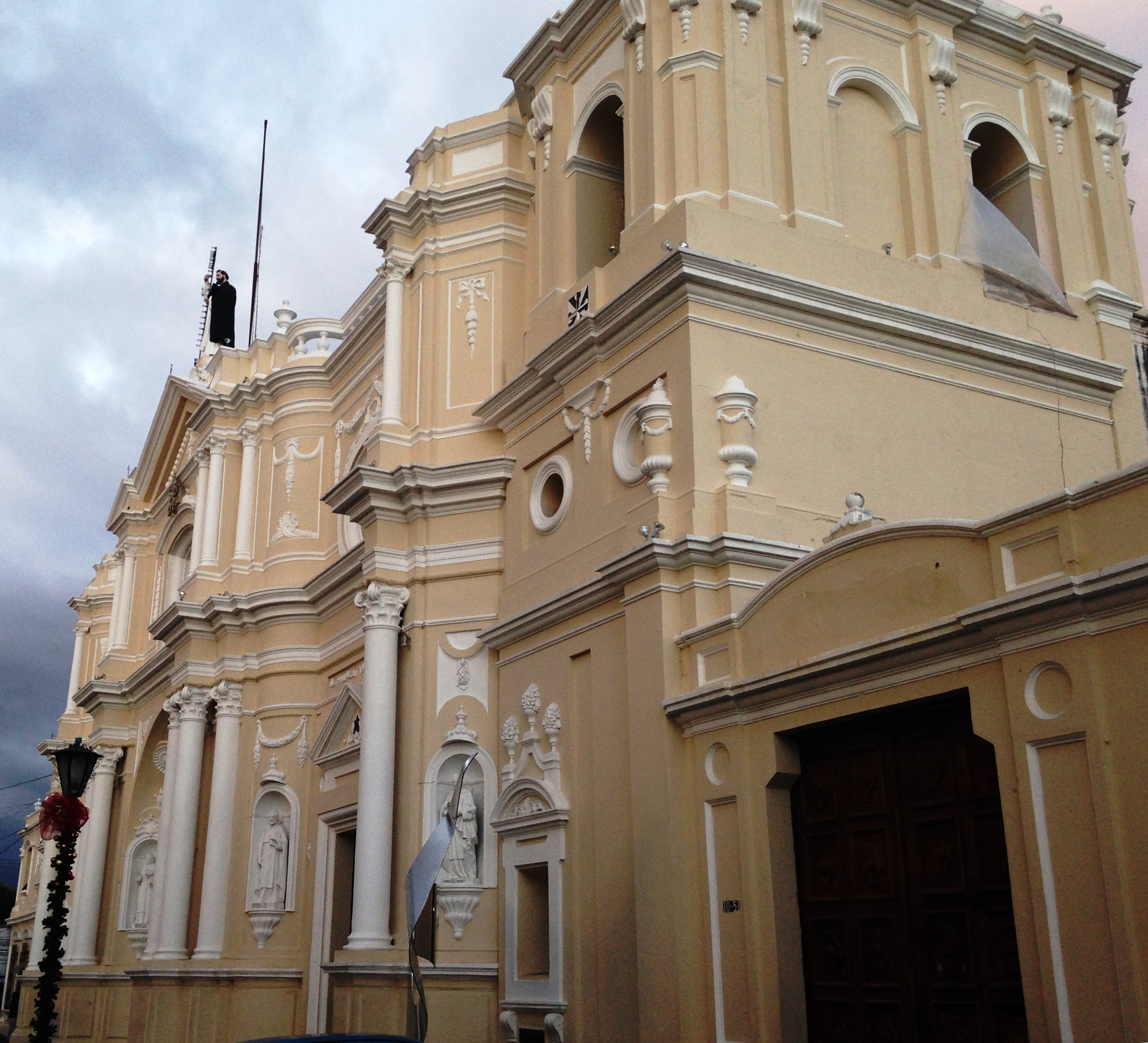
Fassade der Basilika

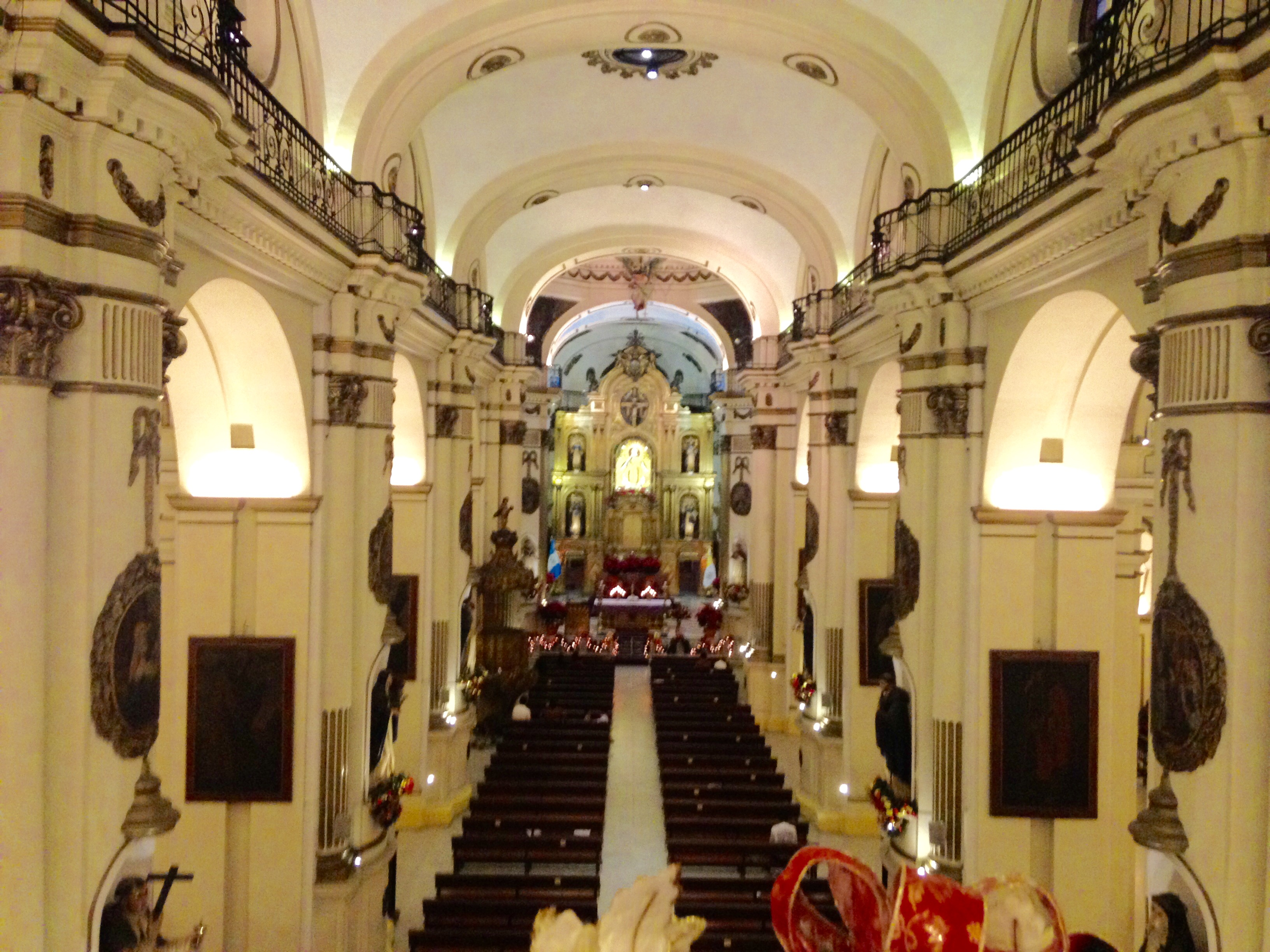
Innenraum

Die Rosenkranzbasilika (spanisch Basílica Menor de Nuestra Señora del Rosario), zuvor Kirche St. Dominikus, ist eine römisch-katholische Kirche im historischen Zentrum von Guatemala-Stadt, der Hauptstadt Guatemalas. Sie gehört zum Erzbistum Santiago de Guatemala und trägt den Titel einer Basilica minor.

## Vorgeschichte
Die heutige Kirche ist die dritte, die die Dominikaner seit ihrer Ankunft 1529 in Guatemala unter der Leitung von Domingo de Betanzos gebaut haben. Die erste kleine Kirche der Dominikaner wurde in Ciudad Vieja errichtet, als die Stadt in der Nacht vom 10. auf den 11. September 1541 durch die Überschwemmungen des Agua-Vulkans zerstört wurde. Um weiteren Unglücken vorzubeugen, wurde beschlossen, die Stadt in die heutige Antigua Guatemala zu verlegen.
Die Dominikaner erhielten von den Behörden Land für den Bau der neuen Kirche und des Klosters. Sie begannen 1548 mit dem Bau, der wegen begrenzter Ressourcen 118 Jahre dauerte, bis die Arbeit 1666 abgeschlossen war. Die Schäden des Erdbebens vom 29. September 1717 konnten repariert werden. Aber das Erdbeben vom 29. Juli 1773 zerstörte sowohl die Kirche als auch den größten Teil der Hauptstadt, die anschließend an ihren heutigen Ort verlegt wurde. An der Stelle des ehemaligen Klosters steht ein Nobelhotel. 

## Basilika
Bereits im Januar 1776 erhielten die Dominikaner den heutigen Platz zum Neubau von Kirche und Kloster. Pedro Garci-Aguirre leitete den Bau als freiwilliger Ingenieur, starb 1809 ein Jahr nach der Fertigstellung der Kirche und wurde in einer Nische des Chors begraben.
Die Bauarbeiten begannen Anfang Februar 1788, zu Beginn des Jahres 1790 wurden schon die Fundamente gelegt. Die bereits vor ihrer Fertigstellung genutzte Kirche wurde im November 1808 eröffnet. 
Die ersten schweren Erdbeben beschädigten die Kirche und das Kloster 1917, die Kirche wurde mit Unterstützung der Dominikanischen Vereinigungen wiederaufgebaut. Papst Paul VI. erhob die Kirche am 28. Januar 1969 unter dem neuen Patrozinium der Heiligen Jungfrau des Rosenkranzes zur Basilica minor. Nach dem Erdbeben vom 4. Februar 1976 musste die Kirche für den Wiederaufbau geschlossen werden. Am Sonntag, den 30. September 1979, wurden in einer Transferprozession die Bilder Jesus, des Guten Todes, der Jungfrau des Rosenkranzes und des hl. Dominikus wieder in die Basilika überführt.